# Sondennahrung

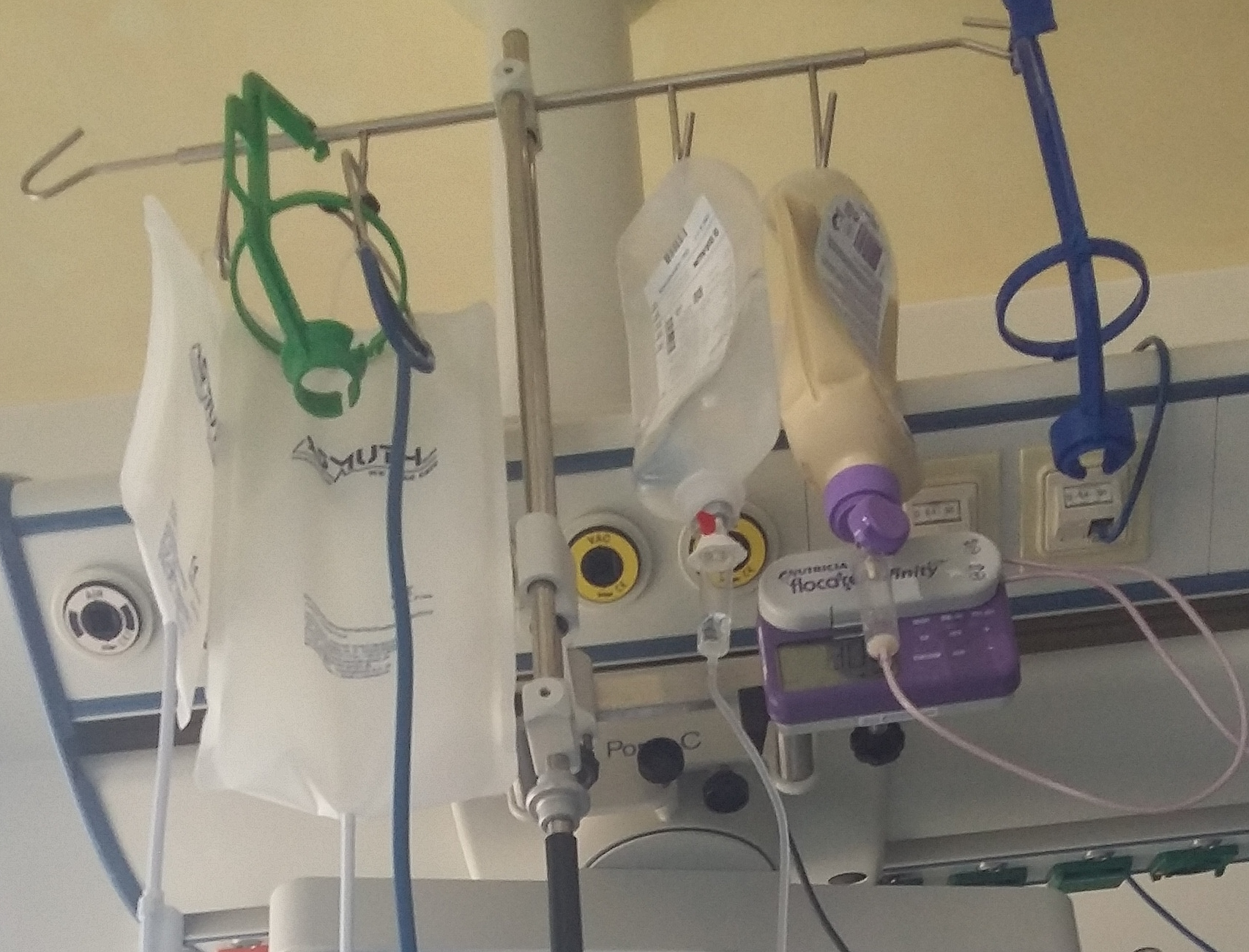
Sondennahrung (rechts) und Infusionslösungen (Mitte und links)

Als Sondennahrung oder Sondenkost wird eine Nahrung bezeichnet, die flüssig und von so geringer Viskosität ist, dass sie über eine Ernährungssonde verabreicht werden kann. Es handelt sich um eine vollständig bilanzierte Diät zur enteralen Ernährung, die mittels Sonde und Überleitsystem per Schwerkraft oder über ein Pumpensystem appliziert wird. Umgangssprachlich wird Sonden- oder Trinknahrung manchmal als „Astronautenkost“ bezeichnet, die aber nicht der Astronautennahrung – einer festen Spezialnahrung für Raumfahrer – entspricht.
Die Ernährung mit Sondennahrung über eine Sonde wird oft dann notwendig, wenn ein Patient nicht in der Lage ist, in ausreichender Menge Nahrung beziehungsweise Flüssigkeit zu schlucken, weil beispielsweise eine Störung des oberen Verdauungstraktes oder ein neurologisches Krankheitsbild vorliegt.
Auch im Fall von Bewusstlosigkeit und/oder Beatmung ist das Verabreichen von Sondennahrung prinzipiell möglich.

## Arten von Sondennahrung
Es gibt zahlreiche industriell hergestellte Sondennahrungen, die kommerziell erhältlich sind. Auf europäischer Ebene werden sie über die Richtlinie 1999/21/EG der EU-Kommission als „Diätetische Lebensmittel für besondere medizinische Zwecke“ reguliert, in Deutschland über die  Diätverordnung.
Die Standardnahrungen decken den gesamten Bedarf des Menschen an Kohlenhydraten, Fetten, Proteinen, Vitaminen und Spurenelementen und enthalten zusätzlich Ballaststoffe. Eine normokalorische Standardnahrung hat etwa 1,0 bis 1,2 kcal/mL bei einem Wasseranteil von 80 % bis 85 %. Bei einer höheren Energiedichte handelt es sich um energiereiche Standardnahrung, deren Wassergehalt mit 64 % bis 77 % niedriger ist, was bei einer Flüssigkeitsbilanzierung berücksichtigt werden muss.
Darüber hinaus gibt es zahlreiche Spezialnahrungen, z. B. Produkte, die frei von Ballaststoffen oder für Diabetiker geeignet sind. Auch für Kinder gibt es spezielle Sondennahrungen. Anders als Trinknahrung ist Sondennahrung in der Regel geschmacksneutral. Standardnahrungen und auch einige krankheitsspezifische Nahrungen gehören zu den hochmolekularen Diäten, die einen weitgehend funktionierenden Verdauungstrakt erfordern. Bei Unverträglichkeit von Standardsondennahrung und bei Verdauungsstörungen kann eine niedermolekulare Diät angezeigt sein, die in Peptide gelöste Proteine und im Fettanteil zusätzlich mittelkettige Triglyzeride (MCT) enthält.

## Verabreichung von Sondennahrung
Bei der Verabreichung über ein Schwerkraftsystem wird der Sondennahrungsbehälter (Flasche oder Beutel) oberhalb des Magenniveaus – beispielsweise an einem Infusionsständer – befestigt, dass die Nahrung per Schwerkraft durch Schlauchsystem und Sonde in den Magen-Darm-Trakt fließt. Über einen Regler am Schlauchsystem lässt sich der Nahrungsfluss regulieren. Im Fall, dass der Patient über eine Jejunalsonde ernährt wird, liegt eine Indikation für den Einsatz einer Ernährungspumpe vor.
Sondennahrungen dürfen nicht mit Arzneimitteln gemischt werden, da sie sonst ausflocken und die Sonde verstopfen können. 